# Борец (Московская область)
Борец — посёлок в городском округе Мытищи Московской области России. 1994—2006 гг. — посёлок Сухаревского сельского округа Мытищинского района. Население — 38 чел. (2010).

## География
Расположен на севере Московской области, в северо-западной части Мытищинского района, на Дмитровском шоссе А104, примерно в 24 км к северо-западу от центра города Мытищи и 21 км от Московской кольцевой автодороги, на берегу впадающей в Учу реки Саморядовки (бассейн Клязьмы).
В посёлке одна улица — Центральная, приписано садоводческое товарищество. Ближайшие населённые пункты — деревни Ларёво, Лысково и посёлок Торфоболото.

## Население
| 2002 | 2010 |
| ---- | ---- |
| 28   | ↗38  |